# Єкимово (Білозерський район)
Єки́мово (рос. Екимово) — присілок у складі Білозерського району Курганської області, Росія. Входить до складу Річкинської сільської ради.
Населення — 184 особи (2010, 235 у 2002).